# George Cubitt (1er baron Ashcombe)
George Cubitt (4 juin 1828 - 26 février 1917) est un homme politique et pair britannique, fils de Thomas Cubitt, le principal constructeur et promoteur immobilier londonien de son époque.

## Formation et carrière
Cubitt fait ses études au Trinity College de Cambridge, où il obtient d'abord un BA et ensuite sa maîtrise honorifique. Il est député conservateur pour West Surrey de 1860 à 1885, puis pour Epsom jusqu'en 1892, lorsqu'il est élevé anobli en tant que baron Ashcombe, de Dorking, dans le comté de Surrey et de Bodiam Castle, dans le comté de Sussex. Il est investi comme conseiller privé en 1880. Il est également colonel honoraire du 5e bataillon du Royal West Surrey Regiment et lieutenant adjoint des comtés de Surrey et de Middlesex.

## Héritage

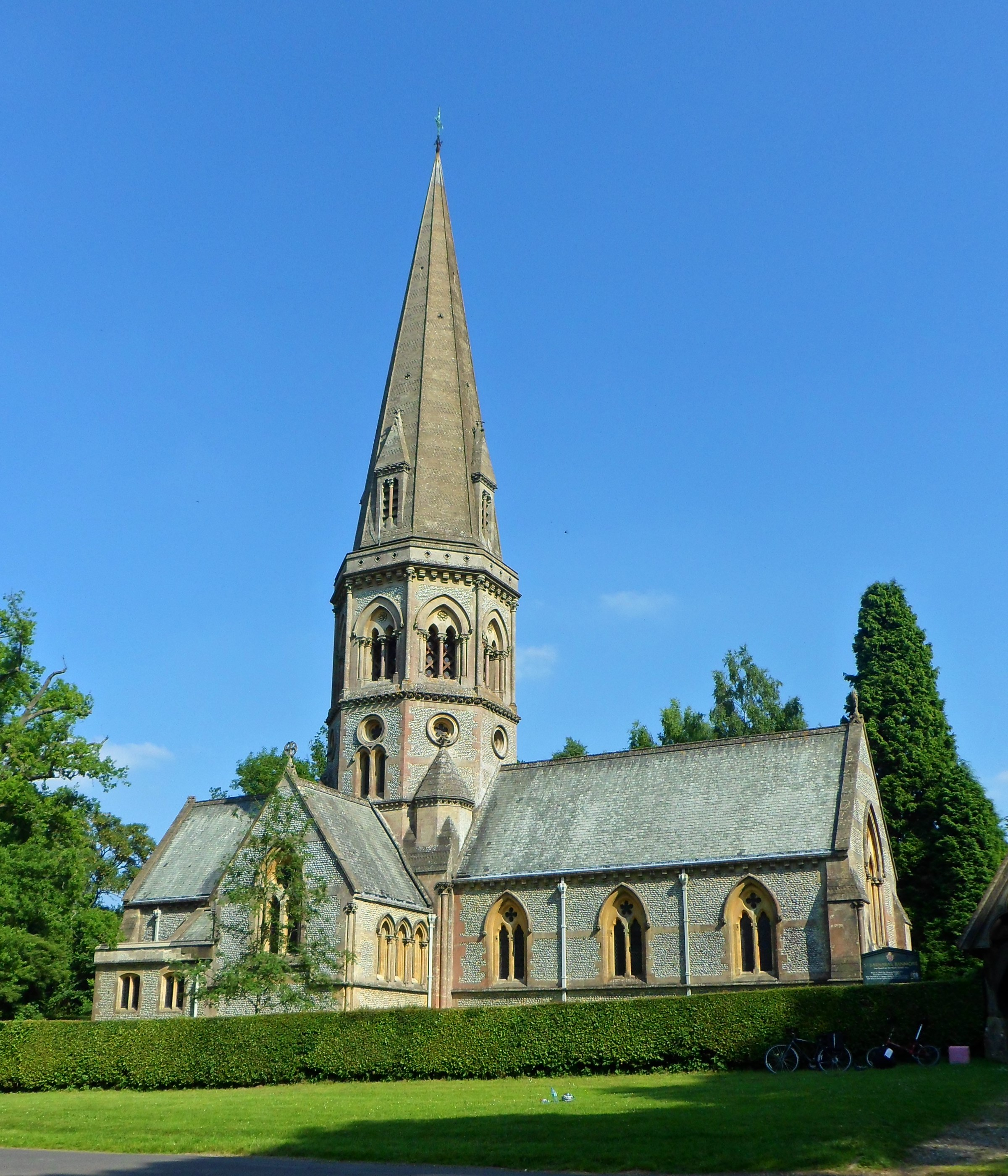
L'église St Barnabas à Ranmore Common (1859, par George Gilbert Scott) est l'une des nombreuses églises anglicanes construites à Mole Valley à l'époque victorienne

Denbies, une grande colline au nord de Dorking, Surrey fait partie de l'héritage de son père. Cubitt vit dans le manoir construit par son père jusqu'en 1905, dont une grande partie est actuellement occupé par un centre de viticulture, un hôtel thermal, un restaurant et un vignoble.
La rue Ashcombe Road à Dorking porte le nom de sa pairie, tout comme The Ashcombe School, la principale école secondaire de la ville.
Grâce à ses fonds, il rénove une église historique au sommet d'une colline de St Barnabas, Ranmore Common, destinée aux propriétaires et aux employés du domaine Denbies . Le travail collaboratif des historiens, l'histoire du comté de Victoria, indique qu'il s'agit "d'une belle église en pierre, avec un chœur, une nef et des bas-côtés dans le style du XIIIe siècle" .
Cubitt achète le Château de Bodiam et ses 24 acres (9,712455408 ha) du petit-fils de Fuller en 1849, pour plus de 5 000 £ (530,000 £ aujourd'hui). Lord Curzon estime qu'"un trésor aussi rare [que le château de Bodiam] ne devrait ni être perdu pour notre pays ni profané par des mains irrévérencieuses". Curzon se renseigne sur l'achat du château, mais Cubitt ne souhaite pas vendre. Cependant, après la mort de Cubitt, Curzon conclut un accord avec le fils de Cubitt; il achète le château et ses terres en 1916 .
Alors qu'il est député de West Surrey, Cubitt et son épouse Lady Laura sont parmi les fondateurs et les bienfaiteurs de l'école St Catherine à Bramley, Surrey en 1885. L'une des écoles est nommée en son honneur après sa mort. Le cadeau de sa femme à l'école est un sanatorium, qui s'occupe des élèves malades. Un vitrail de la chapelle de l'école, dédié à Sainte Cécile, est créé par Cubitt en souvenir de sa femme après sa mort en 1904. La patronne de l'école est leur arrière-arrière-petite-fille Camilla, duchesse de Cornouailles ,.
Il meurt le 26 février 1917  et est enterré dans le cimetière de St Barnabas.

## Famille
Cubitt épouse Laura Joyce, fille du Rev. James Joyce, vicaire de Dorking, le 14 juin 1853 et avec elle a 9 enfants ; 3 fils, mais seulement le troisième, Henry, survit au-delà de l'enfance, et 6 filles, dont l'une est décédée en bas âge :
- Geoffrey George Cubitt (né le 31 mai 1854, décédé le 6 juin 1855)
- Thomas Edmund Wilfred Cubitt (né le 5 août 1859, décédé le 17 mai 1865)
- Henry Cubitt (né le 14 mars 1867, décédé le 27 octobre 1947) - succède à son père
- Helen Laura Cubitt (décédée le 16 août 1939)
- Mary Agnes Cubitt (décédée le 6 février 1944) - mariée au révérend Edouard Arthur Chichester
- Adélaïde Laura Cubitt (décédée le 3 novembre 1922) - mariée à Richard Anthony Fuller-Maitland
- Mildred Sophia Cubitt (décédée le 9 mars 1930) - mariée à George William Tallents
- Mabel Georgina Cubitt (décédée le 5 novembre 1865)
- Beatrice Hayward Cubitt (décédée le 12 février 1963) - mariée à William Archibald Calvert

Il est l'arrière-arrière-grand-père maternel de Camilla, Reine consort du Royaume-Uni.